# 1. Amateurliga Nordwürttemberg 1972/73
Die 1. Amateurliga Nordwürttemberg 1972/73 war die dreizehnte Saison der 1. Amateurliga in Nordwürttemberg. Die Meisterschaft gewann der SSV Ulm 1846 mit drei Punkten Vorsprung vor dem VfR Aalen. Durch ein 3:2 über den SpVgg Lindau als beste württembergische Mannschaft der Schwarzwald-Bodensee-Liga verteidigte Ulm zudem seinen Titel als württembergischer Meister. In der Aufstiegsrunde zur Regionalliga Süd belegte der SSV Ulm 1846 nur den dritten Platz und verpasste damit den Aufstieg.
Die Amateure der Stuttgarter Kickers, der VfL Sindelfingen und Union Böckingen stiegen in die 2. Amateurliga ab.

## Abschlusstabelle
| Pl. | Verein                       | Sp. | Tore  | Punkte |
| --- | ---------------------------- | --- | ----- | ------ |
| 01. | SSV Ulm 1846 (M)             | 30  | 45:17 | 44:16  |
| 02. | VfR Aalen (N)                | 30  | 61:29 | 41:19  |
| 03. | Sportfreunde Schwäbisch Hall | 30  | 52:38 | 37:23  |
| 04. | Normannia Gmünd              | 30  | 54:40 | 34:26  |
| 05. | FV Nürtingen                 | 30  | 51:44 | 34:26  |
| 06. | VfB Stuttgart Amateure       | 30  | 54:48 | 34:26  |
| 07. | TSG Backnang                 | 30  | 53:42 | 32:28  |
| 08. | SC Geislingen                | 30  | 47:39 | 32:28  |
| 09. | TV Gültstein                 | 30  | 37:37 | 30:30  |
| 10. | SB Heidenheim                | 30  | 36:41 | 27:33  |
| 11. | TSV Eltingen (N)             | 30  | 31:39 | 27:33  |
| 12. | SV Göppingen                 | 30  | 45:59 | 26:34  |
| 13. | SC Stuttgart (N)             | 30  | 36:51 | 25:35  |
| 14. | Stuttgarter Kickers Amateure | 30  | 31:54 | 23:37  |
| 15. | VfL Sindelfingen             | 30  | 37:55 | 22:38  |
| 16. | Union Böckingen              | 30  | 26:63 | 12:48  |

| (M) | 1. Amateurligameister Nordwürttemberg 1971/72 |
| (N) | Aufsteiger aus den 2. Amateurligen 1971/72    |